# We’re Good
«We’re Good» — песня, записанная британской певицей Дуа Липой. Была выпущена 11 февраля 2021 года в качестве лид-сингла переиздания второго студийного альбома Future Nostalgia: The Moonlight Edition.

## История
После выхода альбома Future Nostalgia Липа объявила о выпуске делюксового переиздания альбома, позже анонсировав дату его выхода на 2021 год. В ноябре 2020 года она сообщила, что его лид-сингл будет выпущен в начале 2021 года вместе с его музыкальным видео, которое было снято в следующем месяце. В начале февраля 2021 года Липа выпустила первый тизер новой музыки. 3 февраля 2021 года Липа официально объявила, что песня под названием «We’re Good» выйдет 11 февраля.

## Музыкальное видео
Премьера официального лирик-видео состоялась 12 февраля 2021 года на канале YouTube.
Сняли видео режиссеры Ваня Хейманн (Израиль) и Галь Муджиа (Gal Muggia), ранее работавшие с Coldplay и Селеной Гомес. Действие клипа и выступление певицы происходит на шикарном корабле в стиле «Титаника», который в итоге также тонет.

## Участники записи
По данным сервиса Tidal.
- Дуа Липа — вокал, автор
- Sly — продюсер, бэк-вокал, звукозапись, клавишные, ударные, программинг
- Эмили Уоррен — продюсер по вокалу, бэк-вокал
- Скотт Харрис — продюсер по вокалу, бэк-вокал, гитара
- Caroline Ailin — бэк-вокал
- Tara Siegel — бэк-вокал
- Zach Gurka — бэк-вокал
- Andreas Lund — гитара
- Greg Eliason — звукозапись
- Brian Cruz — ассистент звукоинженера
- Josh Gudwin — микширование
- Heidi Wang — ассистент по микшированию
- Chris Gehringer — мастеринг
- Will Quinnell — ассистент по мастерингу

## Чарты
| Чарт (2021)                            | Высшая позиция |
| -------------------------------------- | -------------- |
| Австралия (ARIA)                       | 24             |
| Австрия (Ö3 Austria Top 40)            | 29             |
| Бельгия/Фландрия (Ultratop 50)         | 32             |
| Бельгия/Валлония (Ultratop 50)         | 34             |
| Канада (Billboard Canadian Hot 100)    | 31             |
| Канада (Billboard AC Airplay)          | 22             |
| Канада (Billboard CHR/Top 40)          | 7              |
| Канада (Billboard Hot AC)              | 6              |
| СНГ (Tophit)                           | 116            |
| Чехия (Rádio Top 100)                  | 15             |
| Чехия (Singles Digitál Top 100)        | 58             |
| Европа (Billboard Euro Digital Songs)  | 16             |
| Германия (GfK)                         | 52             |
| Мир (Billboard Global 200)             | 21             |
| Венгрия (Stream Top 40)                | 23             |
| Ирландия (IRMA)                        | 17             |
| Италия (FIMI)                          | 66             |
| Мексика (Billboard Airplay)            | 1              |
| Нидерланды (Dutch Top 40)              | 10             |
| Нидерланды (Single Top 100)            | 25             |
| Новая Зеландия (Recorded Music NZ)     | 24             |
| Норвегия (VG-lista)                    | 22             |
| Польша (ZPAV AirPlay Top 100)          | 41             |
| Португалия (AFP)                       | 33             |
| Швеция (Sverigetopplistan)             | 31             |
| Швейцария (Schweizer Hitparade)        | 38             |
| Великобритания (UK Singles Chart)      | 25             |
| США (Billboard Hot 100)                | 31             |
| США (Billboard Adult Contemporary)     | 29             |
| США (Billboard Adult Top 40)           | 12             |
| США (Billboard Dance/Mix Show Airplay) | 20             |
| США (Billboard Mainstream Top 40)      | 11             |

## Сертификации
| Регион                                                                      | Сертификация | Продажи |
| --------------------------------------------------------------------------- | ------------ | ------- |
| Австралия (ARIA)                                                            | Золотой      | 35 000  |
| Италия (FIMI)                                                               | Золотой      | 35 000  |
| Новая Зеландия (RMNZ)                                                       | Золотой      | 15 000  |
| Данные о продажах + прослушиваниях приведены только на основе сертификации. |              |         |

## История релизов
| Регион         | Дата            | Формат                     | Лейбл  | Ссылки |
| -------------- | --------------- | -------------------------- | ------ | ------ |
| Мир            | 11 февраля 2021 | Цифровые загрузки стриминг | Warner | [ 45 ] |
| Италия         | 12 февраля 2021 | Contemporary hit radio     | Warner | [ 46 ] |
| Великобритания | 12 февраля 2021 | Contemporary hit radio     | Warner | [ 47 ] |
| США            | 16 февраля 2021 | Contemporary hit radio     | Warner | [ 48 ] |